# Горностаевское сельское поселение (Крым)
Горностаевское сельское поселение (укр. Горностаївське сільське поселення, крымскотат. Акъкозь кой юрту, Aqköz köy yurtu) — муниципальное образование в Ленинском районе Республики Крым России, на Керченском полуострове.
Административный центр и единственный населённый пункт — село Горностаевка.

## Население
| 2001  | 2014  | 2015  | 2016  | 2017  | 2018  | 2019  |
| ----- | ----- | ----- | ----- | ----- | ----- | ----- |
| 2639  | ↘2134 | ↘2132 | ↘2108 | ↘2080 | ↘2062 | ↗2066 |
| 2020  | 2021  |       |       |       |       |       |
| ↘2053 | ↗2401 |       |       |       |       |       |

## История
В 1927 года был образован Горностаевский сельский совет.
Статус и границы Горностаевского сельского поселения установлены Законом Республики Крым от 5 июня 2014 года № 15-ЗРК «Об установлении границ муниципальных образований и статусе муниципальных образований в Республике Крым».